# Никишин, Николай Николаевич
Николай Николаевич Никишин (13 [25] марта 1896, с. Думиничский завод, Калужская губерния — 5 июля 1974, Рига) — советский военачальник, генерал-лейтенант (1946).

## Биография
Жил в городе Жиздра. Окончил городское училище в Жиздре в 1912 году и землемерное училище в Москве в 1915 году.
В августе 1915 года мобилизован на военную службу в Русскую императорскую армию. Служил в 5-м отдельном сапёрном батальоне до декабря 1915 года, когда его направили на учёбу. Окончил 6-ю Московскую школу прапорщиков в мае 1916 года. В мае—августе 1916 года — младший офицер 203-го запасного пехотного полка. Участник Первой мировой войны с августа 1916 года, воевал командиром роты 506-го пехотного полка Кавказской армии (с 1917 года — Кавказский фронт). Убыл с фронта по расформированию части только в марте 1918 года в чине поручика, демобилизован уже на родине через Жиздринский уездный военный комиссариат. Стал работать на Думиничском чугунно-литейном заводе.
Однако уже 15 июля 1918 года был призван в Красную Армию, почти полгода служил инструктором Всевобуча Жиздринского уездного военкомата. В ноябре 1919 года назначен командиром взвода 6-го запасного полка (Калуга), в январе-марте 1920 года переболел тифом. Участник Гражданской войны с мая 1920 года, когда направлен командиром роты в 8-ю стрелковую дивизию на Западный фронт, воевал против польских войск, участвовал в Варшавской операции, в последующих боях под Брест-Литовском и Барановичами.
После войны с апреля 1921 года проходил службу в штабе 8-й стрелковой дивизии: топограф, адъютант начальника дивизии, помощник начальника оперативно-строевой части. С январе 1924 года служил 33-й стрелковой дивизии Западного военного округа ВО, который был в городе Жиздра а потом переведён в Могилёв. Там служил по декабрь 1930 года помощником начальника оперативной части штаба полка, начальником штаба 99-го стрелкового полка, начальником 4-го отделения штаба дивизии.
Окончил в 1931 году курсы «Выстрел». С июля 1931 года служил в 79-м стрелковом полку 27-й Омской стрелковой дивизии Белорусского ВО (г. Лепель): командир батальона, начальник штаба полка. С июня 1936 года — начальник 5-го отдела штаба 4-го стрелкового корпуса (штаб в Витебске). С июля 1938 года — начальник штаба 5-й стрелковой дивизии (штаб в г. Полоцк). С августа 1938 года — помощник командира 11-го стрелкового корпуса, долгое время исполнял обязанности отсутствующего командира корпуса.
29 ноября 1939 года назначен командиром 52-й стрелковой дивизии Ленинградского военного округа. Во главе дивизии принимал участие в советско-финской войне 1939—1940 гг. на мурманском направлении в составе 14-й армии. В декабре 1939 года дивизия активно наступала вглубь на территорию Финляндии во время так называемой битвы при Петсамо, затем до окончания войны занимала оборону на достигнутом рубеже. После войны дивизия оставалась на мурманском направлении. Но полки дивизии были дислоцированы на большом удалении друг от друга: в Мурманске, Мончегорске и Кировске.
Вступил в ВКП(б) в 1940 году.
На посту командира этой же дивизии встретил Великую Отечественную войну. В начале Великой Отечественной войны продолжал командовать 52-й стрелковой дивизией, которая в составе 14-й армии Северного фронта участвовала в обороне Заполярья. С началом войны всю дивизию пришлось спешно собирать в Мурманске, откуда её 2 июля 1941 года спешно бросили в бой против наступавших войск противника на рубеже реки Западная Лица (60 км северо-западнее Мурманска) в ходе Мурманской оборонительной операции. А уже 9 июля 1941 года «за невыполнение приказа и отсутствие должного руководства частями» он был снят с должности и зачислен в распоряжение Военного совета 14-й армии.
Однако, видимо разобравшись в обстановке, 27 июля 1941 года генерала Никишина назначили командиром 14-й стрелковой дивизии на место убитого в бою 30 июня генерал-майора А. А. Журбы (по некоторым данным, Никишин временно исполнял должность командира дивизии ещё с 11 июля). Дивизия успешно оборонялась на южном берегу губы Большая Западная Лица. Особо упорными были бои с июля по сентябрь 1941 года, когда немецкое командование несколько раз пыталось прорваться к Мурманску. Но к середине сентября линия фронта на этом участке окончательно стабилизировалась, немецкое наступление в Заполярье было окончательно остановлено.
С декабря 1941 года командовал Кемской оперативной группой войск Карельского фронта, прикрывавшей Кировскую железную дорогу на кестеньгском, ухтинском и ребольском направлениях. В марте 1942 года оперативная группа была развёрнута в 26-ю армию, соединения которой под его командованием в апреле-мае 1942 года провели Кестеньгскую наступательную операцию. Затем части армии вели бои местного значения. В мае 1943 года генерала Никишина направили на учёбу.
Он окончил ускоренный курс Высшей военной академии имени К. Е. Ворошилова в 1944 году. С марта 1944 года командовал 116-м стрелковым корпусом в 67-й армии на Ленинградском и на 3-м Прибалтийском фронтах. С мая 1944 года — командир 7-го стрелкового корпуса 54-й армии 3-го Прибалтийского фронта, во главе которого участвовал в Псковско-Островской наступательной операции. С 6 августа 1944 года до конца войны командовал 119-м стрелковым корпусом с составе войск 1-й ударной армии этого же фронта. Этот корпус под его командованием участвовал в Тартуской и Прибалтийской наступательных операциях, а с октября 1944 года по май 1945 года в составе 67-й армии 2-го Прибалтийского фронта участвовал в блокаде Курляндской группировки противника.
После войны продолжал командовать 119-м стрелковыми корпусом. Осенью 1945 года корпус убыл из Прибалтики в Туркестанский военный округ. С июля 1949 года в отставке.
Жил в Риге. Похоронен на Гарнизонном кладбище в Риге в 1974 году.

## Награды
- орден Ленина (21.02.1945)
- три ордена Красного Знамени (07.05.1940, 22.02.1943, 03.11.1944)
- орден Богдана Хмельницкого 1-й степени (29.06.1945)
- медаль «За оборону Советского Заполярья»
- ряд других медалей СССР

## Воинские звания
- Майор (1936)
- Полковник (1938)
- Комбриг (20.02.1940)
- Генерал-майор (04.06.1940)
- Генерал-лейтенант (05.07.1946)